# Kevin Livingston
Kevin Livingston (né le 24 mai 1973 à Saint-Louis dans le Missouri) est un coureur cycliste américain.

## Biographie
Kevin Livingston commence sa carrière dans l'équipe Motorola en 1995. Il remporte sa première victoire l'année suivante au Tour de Galice.
En 1997, Livingston rejoint la nouvelle équipe française Cofidis en compagnie de son compatriote et coéquipier Lance Armstrong. Celui-ci déclare un cancer des testicules avant le début de la saison et ne courra pas pour Cofidis. Livingston participe aux premiers de ses six Tours de France. Son Tour de France 1998 s'avère le meilleur : il prend la 17e place au classement final, après un bon passage des Pyrénées (14e à Luchon, 9e au Plateau de Beille).
En 1999, il rejoint Lance Armstrong dans l'équipe US Postal. Il réalise un bon Critérium du Dauphiné libéré, avec une sixième place au contre-la-montre du Mont Ventoux remporté par son coéquipier Jonathan Vaughters et une deuxième place derrière David Moncoutié à Passy Plaine-Joux. Il termine sixième du classement général. Il participe ensuite aux deux premiers des sept succès d'Armstrong sur le Tour en 1999 et 2000.
En novembre 2000, il est recruté par l'équipe allemande Telekom, dont le leader Jan Ullrich est le principal rival d'Armstrong, après avoir été proche de s'engager dans l'équipe Linda McCartney. Il participe à nouveau au Tour à deux reprises avec cette équipe. Durant le Tour de France 2002, il annonce son intention de mettre fin sa carrière à l'issue de la saison. Âgé de 29 ans, il invoque des raisons familiales, notamment la naissance de sa fille.

## Dopage
Le nom de Livingston est sur la liste des tests de dopage publiés par le Sénat français le 24 juillet 2013, qui ont été recueillis au cours du Tour de France 1998 et qui ont été déclarés positifs à l'EPO lors de nouveaux tests en 2004.

## Palmarès
- 1992
  - Tour of the Gila
- 1994
  -  Champion des États-Unis sur route amateurs
  - 5e étape du Tour d'Autriche
- 1996
  - 3e étape du Tour de Galice
- 1997
  - 4e et 5ea étapes du Tour de l'Ain
  - 2e du Tour de l'Avenir
- 1999
  - 6e du Critérium du Dauphiné libéré

## Résultats sur les grands tours

### Tour de France
6 participations
- 1997 : 38e
- 1998 : 17e
- 1999 : 36e
- 2000 : 37e
- 2001 : 43e
- 2002 : 56e

### Tour d'Italie
1 participation
- 2001 : 114e

### Tour d'Espagne
2 participations
- 1995 : 106e
- 1996 : 61e